# Kuropalates
Der Kuropalat oder Kuropalates (griechisch κουροπαλάτης von lateinisch curopalatus, „Leiter des Palastes“;  dieses von lateinisch cura palatii, „Sorge für den Palast“) war ein hoher byzantinischer Titel. Im Zeitraum von Kaiser Justin II. bis zu den Komnenen war es sogar einer der höchsten Titel am Hof.
Das Amt des curopalatus kam in der römischen Spätantike auf. Der Inhaber der cura palatii hatte anfangs an den Kaiserhöfen in Ost und West einfache und alltägliche Organisationsaufgaben und kann so mit den frühen Hausmeiern in Westeuropa verglichen werden. Er war zunächst noch dem magister officiorum untergeordnet. Ab dem 5. Jahrhundert mehren sich die Zeichen für eine schrittweise Bedeutungszunahme des Amtes; der Rang des curopalatus wurde nun als zusätzlicher Titel an wichtige Männer verliehen, die bereits patricius waren (Whitby 1987). Da Kaiser Justinian seinen Neffen Justin (II.) 552 zum curopalatus, gräzisiert „Kuropalates“, ernannt hatte, erhielt das Amt, nachdem Justin II. 565 unter fragwürdigen Umständen selbst den Thron bestiegen hatte, eine noch größere Bedeutung: Justin stellte es nun so dar, als habe ihn sein Onkel durch das Amt zu seinem Thronfolger bestimmt. Die Position gewann damit enorm an Prestige und kam zuletzt gleich nach dem Rang des Caesar und des Nobilissimus. Wie diese war der Titel curopalatus bzw. Kuropalates fortan gewöhnlich den Mitgliedern der kaiserlichen Familie vorbehalten, wurde aber auch anderen wichtigen Herrscher im Ausland, besonders den Königen im Kaukasus verliehen. So gab es von 580 bis 1060 sechzehn iberische und seit 635 einige armenische Könige und Prinzen mit dem Titel des Kuropalates.
Gemäß dem Werk Kletorologion des Philotheos aus dem Jahr 899 waren die Insignien des Kuropalates eine rote Tunika, Mantel und Gürtel. Der Kaiser übergab die Insignien persönlich und zeigte die Bedeutung des Ranges. Im 11. und 12. Jh. verlor der Rang seine frühere Bedeutung und wurde an bedeutenden Generäle als Ehrentitel gegeben. Die Funktionen des Kuropalates wurden nach und nach von den Protovestiarioi übernommen. Diese waren eigentlich für die persönliche Garderobe des Kaisers verantwortlich. Der Titel  Kuropalates überdauerte bis in die Zeit der Palaiologen, wurde aber nur noch selten vergeben.